# Solaris Urbino
Le Solaris Urbino est un autobus à plancher bas, produit depuis 1999 par l'entreprise Solaris Bus & Coach en différentes longueurs entre 8,6 et 18,75 mètres et différentes motorisations Diesel, GNV, Hybride et trolleybus.

## Générations
- Première génération : 1999-2001
- Deuxième génération : 2001-2005
- Troisième génération : 2005-2015
- Quatrième génération : 2015-...

## Modèles
| Nom                              | Type de Bus | Longueur  | Essieux | Portes |
| -------------------------------- | ----------- | --------- | ------- | ------ |
| Solaris Alpino                   | Midibus     | 8,600 mm  | 2       | 2      |
| Solaris Urbino 8.9 LE électrique | Midibus     | 8,950 mm  | 2       | 2      |
| Solaris Urbino 10                | Midibus     | 9,940 mm  | 2       | 2 ou 3 |
| Solaris Urbino 12                | Standard    | 12,000 mm | 2       | 2 ou 3 |
| Solaris Urbino 15                | Standard    | 14,590 mm | 3       | 2 ou 3 |
| Solaris Urbino 18                | Articulé    | 18,000 mm | 3       | 3 ou 4 |
| Solaris Urbino 18 75             | Articulé    | 18,750 mm | 3       | 3 ou 4 |